# نواة قوقعية
يشتمل مركب النواة القوقعية على نواتين من نوى الأعصاب القحفية الموجودة في جذع الدماغ وهما: النواة القوقعية البطنية والنواة القوقعية الظهرية. حيث تنقل الألياف العصبية السمعية الإشارات العصبية من قوقعة الأذن الموجودة على نفس جانب النواة إلى جذر العصب، حيث تتفرع هذه الألياف لتغذي النواة القوقعية البطنية والطبقة العميقة للنواة القوقعية الظهرية. وبالتالي فإن جميع المعلومات الصوتية تدخل الدماغ من خلال النوى القوقعية، حيث تبدأ عملية معالجة المعلومات الصوتية، ثم تُرسل هذه المعلومات إلى المناطق العليا للجهاز السمعي.